# Koszmosz–1867
A Koszmosz–1867 (cirill betűkkel: Космос–1867) a szovjet Legenda globális, harmadik generációs katonai tengeri felderítő és célmegjelölő rendszer 1967–1988 között indított USZ–A típusú aktív radarfelderítő műholdjainak egyike volt.

## Küldetés
A szovjet Legenda (oroszul: Легенда) tengeri felderítő rendszerhez készült USZ–A típusú, aktív radarberendezéssel felszerelt felderítő műhold.  
A Plazma-A-NEK második kísérleti tesztrepülése, az új TEU-5 Topol reaktor (10 kW), új ionmotorok és modernizált eszközök (iontájoló és segédmotorok; mágneses navigációs rendszer; napérzékelő; mágneses kiegyenlítők; mágneses mező mérésének műszere; sokcsatornás adatátviteli rendszer) alkalmasságának ellenőrzésére. Célja a hadihajók (polgári hajók) mozgásának figyelemmel kísérése. A Koszmosz–1818 programját folytatta.

## Jellemzői
Operatív üzemeltető az МО minisztérium (oroszul: Министерство обороны).
1987. július 10-én a Bajkonuri űrrepülőtér indítóállomásról egy Ciklon-2A hordozórakétával juttatták Föld körüli, magas (HEO = High-Earth Orbit) körpályára. Az orbitális egység pályája 100,7 perces, 65 fokos hajlásszögű, elliptikus pálya perigeuma 787 kilométer, apogeuma 801 kilométer volt. Hasznos tömege 1500 kilogramm.
Háromtengelyesen Földre stabilizált műhold. A sorozat felépítését, szerkezetét, alapvető fedélzeti rendszereit tekintve egységesített, szabványosított űreszköz. Felépítése hengeres, átmérője 1,3 méter, hossza 10 méter, az elején van elhelyezve a TEU–5 (oroszul: ТЭУ-5 [термоэмиссионная энергетическая установка], további ismert megjelölések Topaz (Топаз) illetve Topol-1 (Тополь-1).
A TEU-5 Topolt reaktor legfőbb feladata, hogy a radarberendezés megbízható energiaforrása legyen. Pályamagassága nem igényli, hogy szolgálati idejének végén magasabb pályára emeljék. Az űregység orbitális pályáját 9 alkalommal korrigálták (utoljára 2011-ben), biztosítva a közel körpályás haladási magasságot. Pályamódosítást elősegítő hajtóműve a Plasma-2 SPT. Aktív szolgálati ideje mintegy 520 napig tartott.
2011. január 1-jén az orbitális egység pályáját 100,64 perces, 65,01 fokos hajlásszögű, elliptikus pálya perigeumát 774 kilométerre, apogeumát 803 kilométerre emelték.
Szolgálati ideje, megsemmisülési időpontja ismeretlen.